# Kabelové tunely PREdistribuce v Praze

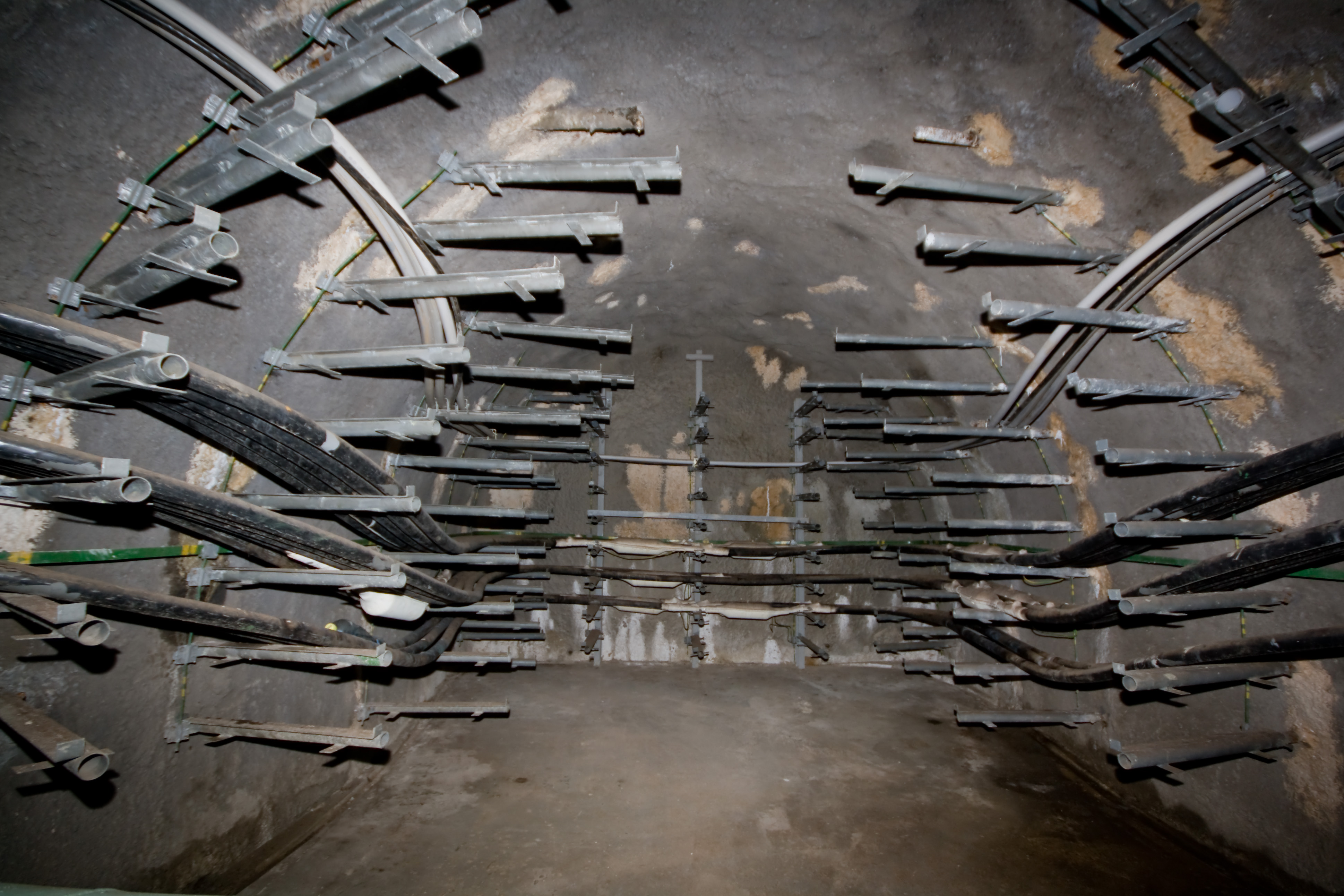
Dilatační úsek v kolektoru C1 nedaleko Senovážného náměstí

Kabelové tunely PREdistribuce v Praze jsou součástí podzemní infrastruktury energetické společnosti PREdistribuce a umožňují téměř neomezený, bezpečný a spolehlivý rozvod elektrické energie po Praze. Jejich celková délka činí 26 km, je jich celkem 31, z čehož nejkratší tunel (kabelový tunel Smíchov) má délku pouhých 130 metrů, zatímco ten nejdelší (kabelový tunel Holešovice) měří 4 416 metrů.

## Účel
Kabelové tunely (nahrazující nadzemní elektrické vedení) slouží k uložení většího množství kabelů a to především v exponovaných místech tj. tam, kde jsou úzké a již „zaplněné“ chodníky (pod povrchem chodníků je vedena většina kabelů s napětím 22 kilovoltů) nebo tam, kde je třeba překonat nějaký stavební objekt (magistrála, železniční dráha, řeka apod.). Kabely v tunelech se snadno udržují, opravují a nejsou ohroženy např. „překopnutím“. Historie jejich budování začala v 60. a 70. letech 20. století.

## Výstavba
Výstavbu tunelu předchází analýza území z hlediska jeho potenciální potřeby zásobování elektřinou. Jejím výsledkem je určení potřebného počtu 22 kilovoltových a 110 kilovoltových kabelů. Následuje obstarání potřebných povolení, tvorba dokumentace, provádí se geodetické zaměření a geologické posouzení. Podle zjištěného podloží se plánují konkrétní práce a po vypracování projektové dokumentace se tunely buď hloubí běžnými výkopovými pracemi (pokud nejsou moc hluboko pod povrchem) nebo se tunely razí (v případě desítek metrů pod povrchem). Stěny hloubených tunelů jsou tvořeny monolitickými železobetonovými dílci. Ražené tunely mají primární ostění ze stříkaného betonu a jejich stěny jsou na závěr vyztuženy ostěním z litého betonu v síle 20 cm. Podchozí výška všech takovýchto tunelů je minimálně 210 cm a šířka 110 cm, což umožňuje pohodlný pohyb dospělého člověka.

## Uvedení do provozu
V hotovém tunelu je následně budováno vystrojení (ocelové konstrukce pro uložení kabelů) a užitná elektroinstalace (pro měření a regulaci). Kabely jsou nejprve prostě jen protaženy tunelem a pak jsou (patro po patru) zvedány směrem nahoru a umisťovány do cílových pozic na ocelové konstrukce. (Ocelové konstrukce mají vzájemnou rozteč 1 metr aby nedošlo k tzv. „prověšování“ kabelů, při němž by mohla být narušena jejich izolace.) Tunely jsou zakončovány vstupními jámami. Na jednom konci tunelu je obvykle transformovna, na druhé straně rozptylující se síť kabelů nebo druhá transformovna (to v případě dlouhých tunelů).

## Údržba
O provoz kabelových tunelů PREdistribuce v Praze se stará celkem 10 údržbářů, dvě osoby v kanceláři a jeden správce. Do přístupových jam vstupují buď po žebříku nebo sjíždějí výtahem. Přístupové jámy jsou vybaveny jeřábovými dráhami, které slouží k manipulaci s těžkými břemeny (například s čerpadly). Údržbáři kontrolují v kabelových tunelech pravidelně stav ocelových výstrojí, elektroinstalace a prvky měření a regulace. Pozornost věnují i kontrole stavu betonového ostění a hladiny průsakové vody.